# Dongbeititan
Dongbeititan – wymarły rodzaj dinozaura, zauropoda z grupy tytanozaurów.
Skamieniałości nieznanego nauce dinozaura znaleziono w północno-wschodnich Chinach, na terenie prowincji Liaoning, w jej zachodnim obszarze, w regionie Beipiao. Kości leżały w dolinie pomiędzy dolinami Libalang i Er, około 5 km na południowy zachód od Sihetun Fossil Museum w Beipiao. Znajdują się tam skały grupy Jehol, które powstały w kredzie wczesnej. W skałach tych znajdowano liczne znaleziska. Xu i Norel wyliczają z niej 25 gatunków nieptasich dinozaurów zaliczanych do 21 rodzajów, zarówno ornitopodów (Jeholosaurus shangyuanensis, Jinzhousaurus yangi), ankylozaurów (Liaoningosaurus paradoxus), jak i ceratopsów (Psittacosaurus meileyingensis, P. mongoliensis, P. sp., Hongshanosaurus houi, Liaoceratops yanzigouensis), w szczególności jednak przedstawicieli różnych grup celurozaurów, jak kompsognaty (Huaxiagnathus orientalis, Sinosauropteryx prima), terizinozaury (Beipiaosaurus inexpectus), ornitomimozaury (Shenzhousaurus orientalis), owiraptorozaury (Caudipteryx zou, C. dongi, Incisivosaurus gauthieri), tyranozauroidy (Dilong paradoxus, D. sp.; lista nie obejmuje później opisanych taksonów, jak Yutyrannus), dromeozaury (Graciliraptor lujiatunensis, Microraptor gui, M. zhaoianus, Sinornithosaurus milleni), troodony (Sinovenator changii, Mei long, Sinucerasaurus magodens), ale także niesklasyfikowanych bliżej (Protarchaeopteryx robusta, Yixianosaurus longimanus). Szczątki zauropodomorfów znajdywano wyłącznie w postaci bliżej nieokreślonych skamieniałości zauropodów. Nie opisano na ich podstawie żadnego taksonu, co czyniło obraz jeholańskiej fauny niepełnym. Nowe skamieniałości znaleziono w skałach należącej do grupy Jehol formacji Yixian, ukształtowanej w barremie. W 2006 pozyskało je Muzeum Historii Naturalnej w Dalian, a Lufeng Dinosaur Research Center z prowincji Junnan udzieliło pomocy przy preparowaniu okazu. Wszedł on w skład ekspozycji rzeczonego muzeum, skatalogowany jako D2867.
Kości cechowały się kamelarną budową kręgów przedkrzyżowych, pneumatocelami na bliższych końcach żeber grzbietowych, zgiętą przyśrodkowo częścią bliższą kości udowej. Cechy te wskazują na przynależność okazu do Titanosauriformes, grupy zauropodów z kladu Macronaria, jednej z dwóch głównych grup zaawansowanych ewolucyjnie zauropodów. Wprowadzona przez Leonardo Salgado, grupa ta obejmuje brachiozaura i Titanosauria, a więc zaliczają się do niej brachiozaury, euhelop i Titanosauria, przy czym te dwa ostatnie tworzą razem klad Somphospondyli. Do tych ostatnich zaliczał się również nowy okaz, jednak już nie do Titanosauria, definiowanych jako Titanosauriformes bliższe saltazaurowi niż brachiozaurowi czy euhelopowi. Ta zaawansowana ewolucyjnie grupa łączy Saltasauridae, Nemegtosauridae i Malawisaurus. Autorzy, pomimo zaliczenia do Somphospondyli, uważają okaz za bazalnego przedstawiciela Titanosauriformes. Jako cechę odróżniającą go od krewnych wskazują po pierwsze wydłużoną w kierunku przednio-tylnym kość kruczą o kwadratowym końcu głowowo-brzusznym i po drugie długi gładki, nieco wypukły brzeg panewkowy kości łonowej. Wskazawszy cechy diagnostyczne, autorzy mogli opisać nowy rodzaj dinozaura. Nadali mu nazwę Dongbeititan. Jego nazwa rodzajowa odnosi się do miejsca znalezienia kości, regionu Dongbei obejmującego chińskie prowincje Liaoning, Jilin i Heilongjiang. Wywodzi się z języka chińskiego. Do Dongbei dołączono wywodzące się z kolei z greki słowo titan, odwołujące się do charakteryzujących się wielkim wzrostem olbrzymów z mitologii greckiej, tytanów, synów Uranosa i Gai, pierwotnych bóstw obalonych przez późniejsze bóstwa Olimpu. W rodzaju umieszczono gatunek Dongbeititan dongi. Epitet gatunkowy rzeczonego gatunku typowego upamiętnia paleontologa profesora Donga Zhiminga w uznaniu jego zasług dla badań i edukacji w zakresie chińskich dinozaurów. Wang et al. nie zamieścili swej publikacji żadnego kladogramu, który mógłby bliżej wskazać pozycję rodzaju na drzewie rodowym Titanosauriformes.